# Gerichtsbezirk Nusle
Der Gerichtsbezirk Nusle (tschechisch: soudní okres Nusle) war ein dem Landesgericht Prag unterstehender Gerichtsbezirk im Kronland Böhmen und der Ersten Tschechoslowakischen Republik. Er lag im heutigen Stadtgebiet von Prag. Zentrum und Gerichtssitz des Gerichtsbezirks war die Stadt Nusle, die 1922 nach Prag eingemeindet wurde. 

## Geschichte
Die ursprüngliche Patrimonialgerichtsbarkeit wurde im Kaisertum Österreich nach den Revolutionsjahren 1848/49 aufgehoben. An ihre Stelle traten die Bezirks-, Landes- und Oberlandesgerichte, die nach den Grundzügen des Justizministers geplant und deren Schaffung am 6. Juli 1849 von Kaiser Franz Joseph I. genehmigt wurde. Auf dem Gebiet des späteren Gerichtsbezirks Nusle entstand zunächst der Gerichtsbezirk Karolinenthal (Karlín), der 1854 aus 71 Katastralgemeinde bestand und zum Kreis Prag gehörte. Im Zuge der Trennung der politischen von der judikativen Verwaltung bildete der Gerichtsbezirk Karolinenthal ab 1868 gemeinsam mit den Gerichtsbezirken Brandeis (Brandýs) und Eule (Jílové) den Bezirk Karolinenthal.
1876 wurde schließlich die Errichtung des Gerichtsbezirks Königliche Weinberge bestimmt, wofür die Gemeinden Braník, Chodov, Hodkovičky, Hostivař (Hostiwar), Hrdlořezy, Krč, Kunratice (Kunratitz), Malešice (Maleschitz), Michle, Nusle, Podolí (Podol), Štěrboholy, Strašnice (Straschnitz), Vinohrady I, II (Königliche Weinberge I und II), Vršovice (Wrschowitz) und Záběhlice aus dem Gerichtsbezirk Karolinenthal ausgeschieden wurden. Zusammen bildeten sie den Gerichtsbezirk Königliche Weinberge. Auf Grund des Standorts des Bezirksgerichts in der Gemeinde Königliche Weinberge II wurde der Gerichtsbezirk ursprünglich auch Gerichtsbezirk Königliche Weinberge II genannt. Amtswirksam wurde diese Änderung per 1. August 1878, wobei mit diesem Datum auch das neue Bezirksgericht seine Tätigkeit aufnahm. Die Abspaltung des Gerichtsbezirks Königliche Weinberge fand 1884 auch ihren Niederschlag in der Verwaltung. Per 1. Oktober 1884 bestimmte das Innenministerium per Verordnung die Teilung des Bezirks Karolinenthal in die Bezirke Karolinenthal und Königliche Weinberge, wobei der Bezirk Königliche Weinberge aus den Gerichtsbezirken Königliche Weinberge und Eule gebildet wurde. Sitz der Bezirkshauptmannschaft war dabei die Stadt Königliche Weinberge.
1901 wurde die gerichtliche Organisation des Gebietes neuerlich stark verändert und die Abspaltung der Gemeinden Braník, Hodkovičky, Krč, Kunratice, Michle, Nusle und Podolí beschlossen. Aus ihren wurde nun der Gerichtsbezirk Nusle gebildet, wobei das Bezirksgericht per 1. Jänner 1904 seine Tätigkeit aufnahm.
1910 wies der Gerichtsbezirk Nusle eine Bevölkerung von 52.817 Personen auf, von denen 265 Deutsch und 52.360 Tschechisch als Umgangssprache angaben. Im Gerichtsbezirk lebten zudem 192 Anderssprachige oder Staatsfremde.
Am 1. Januar 1922 erfolgte die Eingemeindung der Stadt Nusle nach Prag.
Der Gerichtsbezirk Nusle wurde mit Ablauf des Jahres 1928 aufgehoben.

## Gerichtssprengel
Der Gerichtssprengel umfasste 1910 die sieben Gemeinden Braník (Branik), Hodkovičky (Hodkowička), Krč, Kunratice (Kunratitz), Michle, Nusle und Podolí (Podol).